# Giovanni Ambrogio de Predis
Giovanni Ambrogio De Predis (1455 circa – Milano, 1509) è stato un pittore e miniaturista italiano.

## Biografia
Suo padre era Leonardo De Predis, un nobile lombardo; Giovanni Ambrogio era l’ultimo dei suoi sei figli (tutti maschi), avuti da tre diversi matrimoni. Si sa poco della sua formazione, ma è probabile che sia stato avviato all'arte dai suoi fratelli e fratellastri, tre dei quali erano anch'essi pittori e miniaturisti. Le prime notizie documentarie lo rivelano impegnato come miniatore per i Borromeo. Lavorò anche come incisore alla zecca, dal 1479 in poi, e come ritrattista alla corte degli Sforza all'epoca del duca di Milano Ludovico il Moro. 
All'epoca, molti suoi colleghi milanesi per aggiornarsi si recavano nelle Fiandre: ad esempio Zanetto Bugatto, uno dei pittori preferiti della corte sforzesca, venne inviato presso la bottega di Rogier van der Weyden tra il 1460 e il '63. L'arte milanese mescolava stili diversi: gotico internazionale (materia soprattutto dei fratelli Zavattari), peculiarità fiamminghe (nei ritratti, soprattutto, e nella resa pittorica dei particolari tipici di un certo stile lombardo); non mancavano le influenze più moderne come quelle del bresciano Vincenzo Foppa, quelle ferraresi, quelle mantegnesche. Alla fine degli anni '70 arrivò in città Bramante, il che cambiò in modo definitivo il corso dell'arte milanese. È in questo ambiente che si andò formando lo stile della nuova generazione di artisti lombardi; nei ritratti di Ambrogio, impostati alla fiamminga, vi è qualche rimanenza di gotico cortese, la visione limpida dei nordici, e, in nuce, un potenziale accenno di modernità. Tutte insieme, queste caratteristiche formano il tipico pittore milanese dell'epoca. 
La bottega dei De Predis collaborò alla prima importante commessa di Leonardo da Vinci a Milano, concordata il 25 aprile 1483 con Ambrogio ed Evangelista De Predis. Si trattava della pala d'altare per la cappella della Confraternita della Concezione Immacolata, nella chiesa di San Francesco Grande, oggi nota come Vergine delle Rocce. La bottega dei De Predis si doveva occupare della coloritura e doratura della cornice lignea dell'ancona, intagliata da Giacomo del Maino, e delle predelle laterali, mentre all'artista toscano spettava l'invenzione della pala centrale. Il rapporto di Leonardo con i De Predis non è ancora chiarito; il toscano abitò fin dall'inizio in una casa che questi gli avevano trovato a Porta Ticinese, vicina a quella di Ambrogio. Quest'ultimo, di pochi anni più giovane di Leonardo e artista già ben formato e inserito nella corte milanese, diventerà in breve il più anziano e il primo tra i seguaci di Leonardo, cambiando radicalmente il suo stile, mentre gli altri pittori in città (tranne quelli che Leonardo conobbe di persona e istruì, come Salaì, Giovanni Antonio Boltraffio, Francesco Napoletano, eccetera) non si accosteranno al suo stile fino al primo decennio del Cinquecento. 

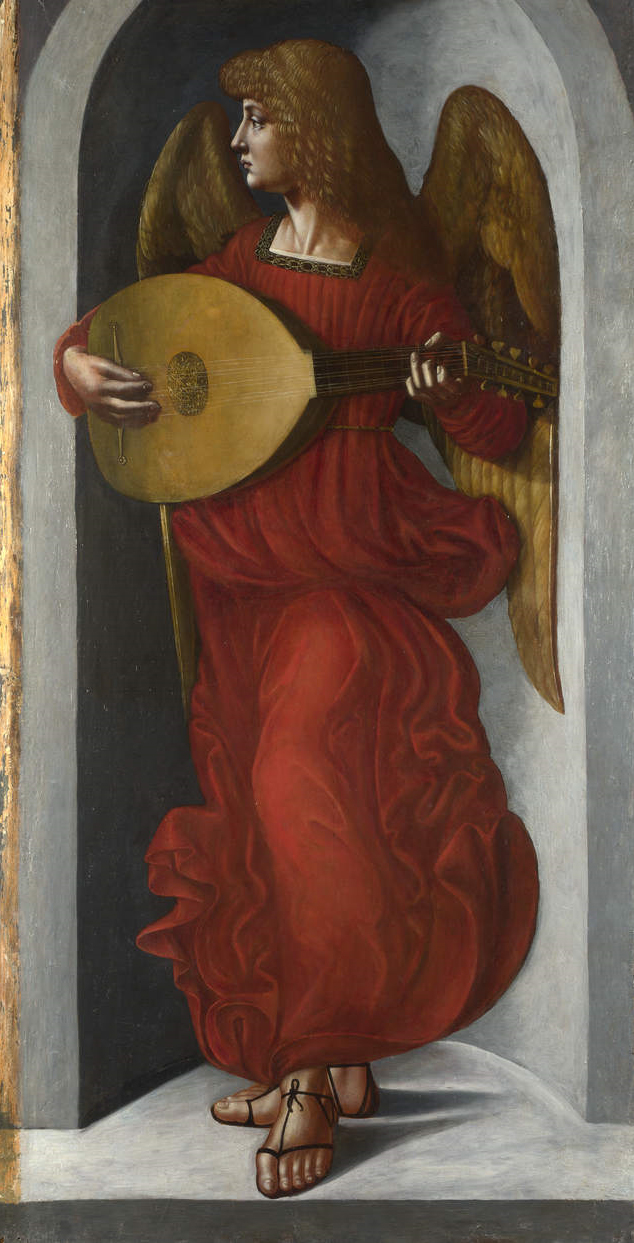
Angelo musicante, pannello destro della pala d'altare della seconda Vergine delle Rocce, attribuito a De Predis (1495-99; National Gallery, Londra

Nel 1491 fu a Roma. Nel 1493 furono concordate le nozze tra l'imperatore Massimiliano I d'Asburgo e Bianca Maria Sforza, nipote del duca. In tale occasione Ambrogio dipinse un ritratto della sposa e la accompagnò ad Innsbruck, probabilmente come ritrattista ufficiale. In seguito fece ritorno a Milano, continuando a lavorare come miniatore (con i ritratti di Ludovico e del giovane figlio Massimiliano in una codice della Grammatica di Elio Donato). Ormai affermato e famoso ritrattista, era anche imprenditore e gestore della bottega famigliare e svolse pure incarichi diplomatici per la corte sforzesca. Queste sue molteplici attività spiegano in parte il numero limitato di dipinti che ci ha lasciato, così come la chiamata di Leonardo come collaboratore per l'ancona della Vergine delle Rocce. La prima versione era infatti stata giudicata eterodossa e rifiutata dai committenti; si rese quindi necessario realizzare una seconda versione, cui partecipò anche De Predis (suo fratello Evangelista era infatti morto nel 1491) non solo nel pannello con angelo sul lato destro, ma probabilmente anche nella pala centrale. 
Nel 1502 si recò nuovamente ad Innsbruck in modo da poter realizzare il Ritratto dell'imperatore, la sua unica opera datata e firmata. Nei ritratti rimane ancora forte l'impronta della tradizione lombarda: queste caratteristiche, come il profilo, erano esplicitamente richieste dai committenti. Gli altri suoi dipinti hanno invece una forte connotazione leonardesca. Nel 1506 è di nuovo ad Innsbruck per l'esecuzione dei capi di abbigliamento della corte asburgica, mentre in questi stessi anni è al centro (con Leonardo da Vinci e suo nipote Leonardo De Predis) di una disputa legale intorno alla seconda versione della Vergine delle Rocce, che fu appianata dopo il ritorno di Leonardo a Milano nel 1506. 
Nel 1508 ad Ambrogio è commissionata una copia della pala leonardesca, che porterà a termine con le indicazioni e la sovrintendenza del toscano (forse quella conservata in Santa Giustina ad Affori). Morì probabilmente a Milano, ma l'anno esatto è ignoto: l'ultimo documento che lo cita è del 1509 (un atto notarile in cui concede in affitto una proprietà a Sedriano), ma potrebbe essere vissuto anche più a lungo.

## Opere
L'attribuzione di opere a Giovanni Ambrogio De Predis non è sempre pacifica; segue una selezione di dipinti attribuitigli con ragionevole certezza, ritenuti più significativi e citati nella biografia sovrastate.
Ritratti

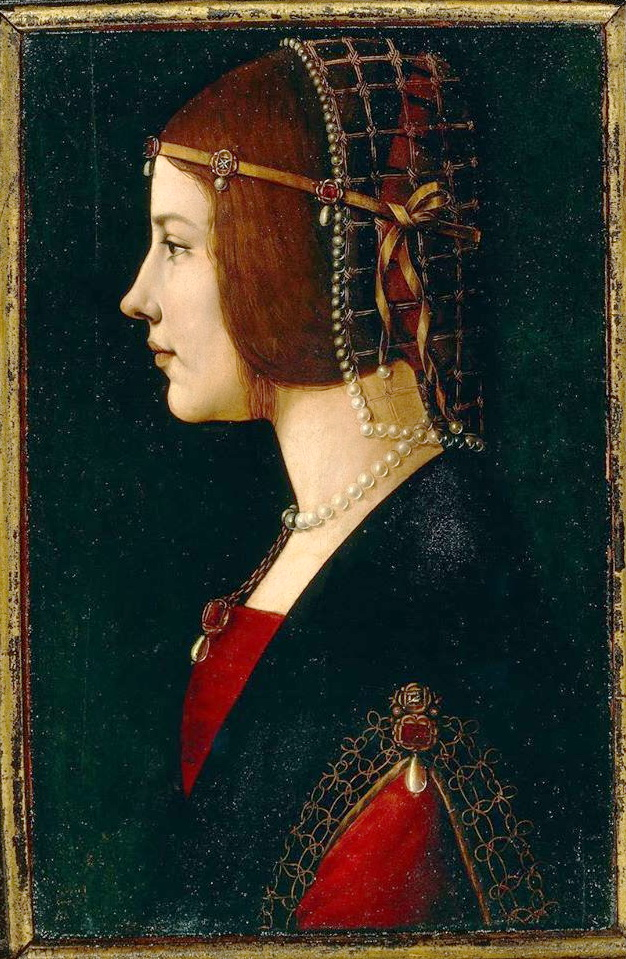
Ritratto di dama (1485-1490; Pinacoteca Ambrosiana, Milano)
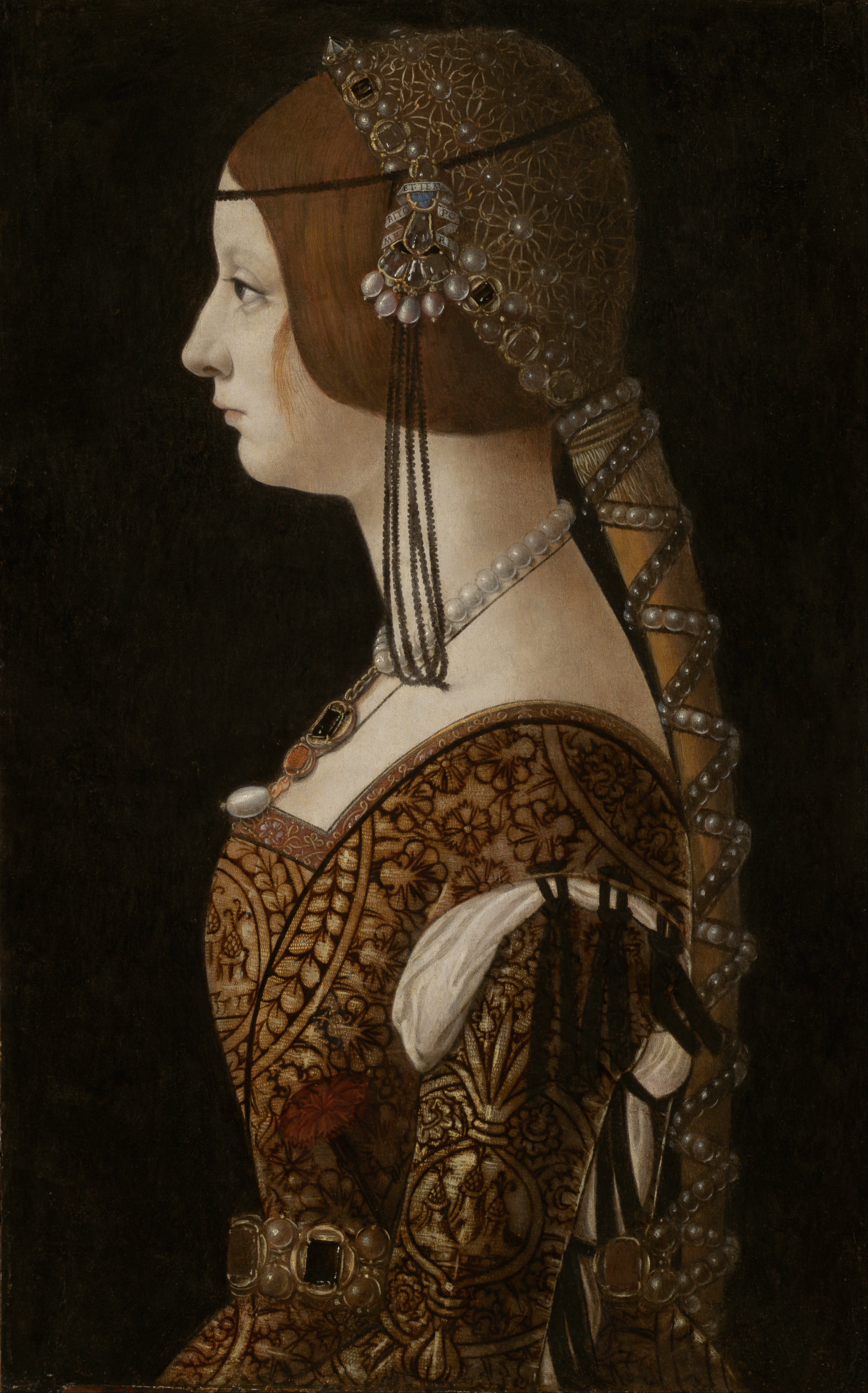
Ritratto di Bianca Maria Sforza (ca. 1493; National Gallery of Art, Washington)
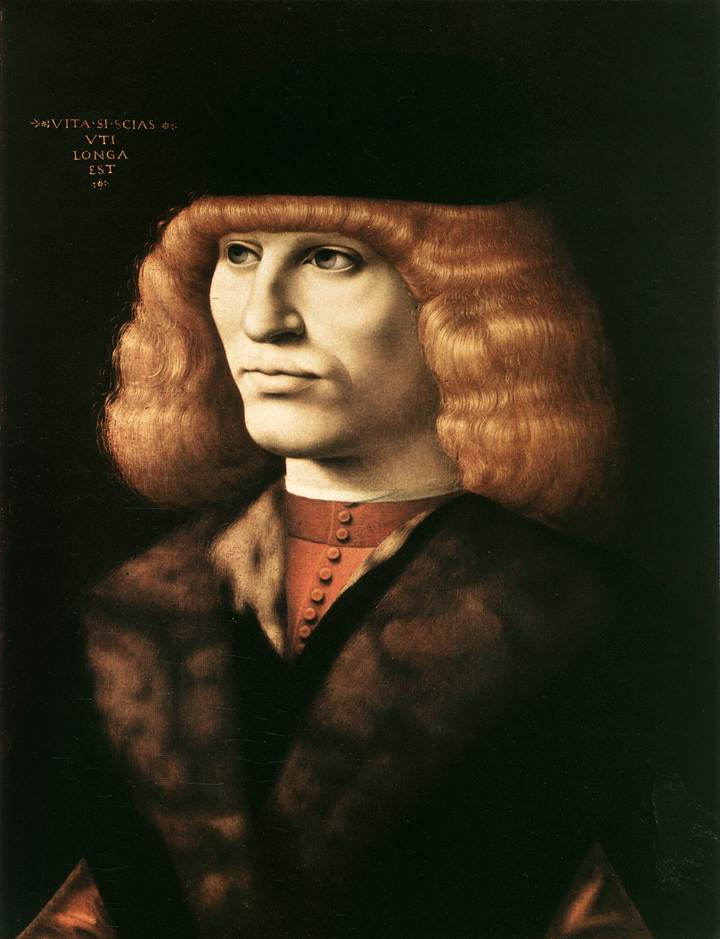
Ritratto di giovane (ca. 1500, Pinacoteca di Brera, Milano)
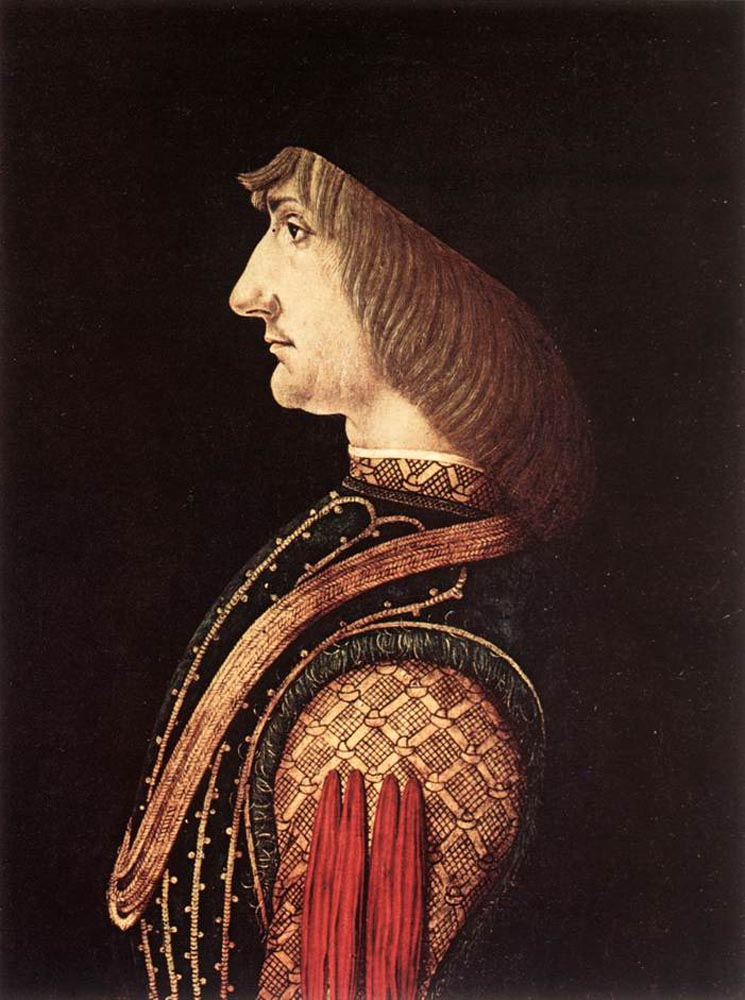
Ritratto virile (ca. 1500, Galleria degli Uffizi, Firenze)
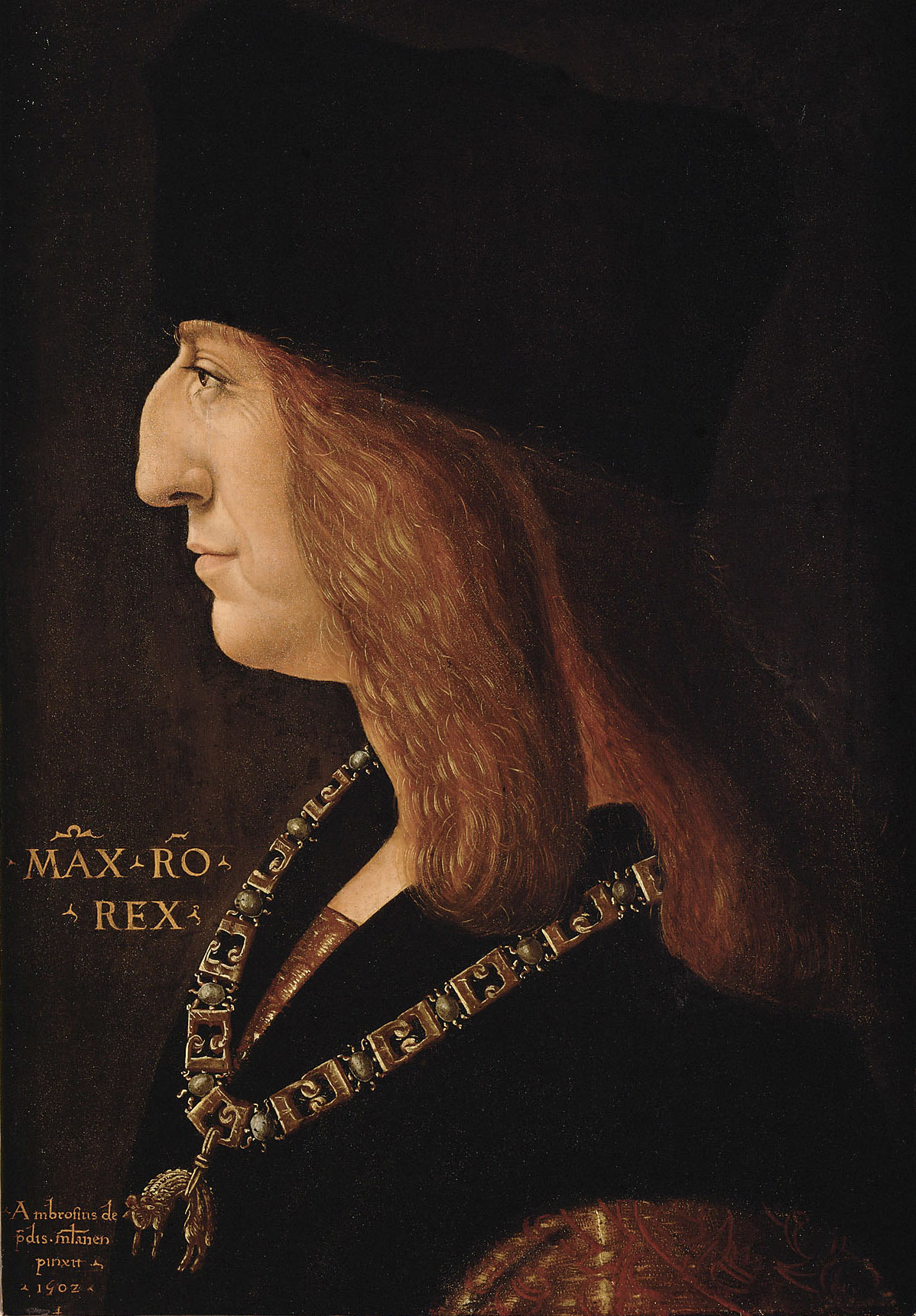
Ritratto di Massimiliano I d'Asburgo (1502, Gemäldegalerie, Vienna)

Ritratti e miniature da codice della Grammatica di Elio Donato (1496-1499; Biblioteca Trivulziana, Milano)

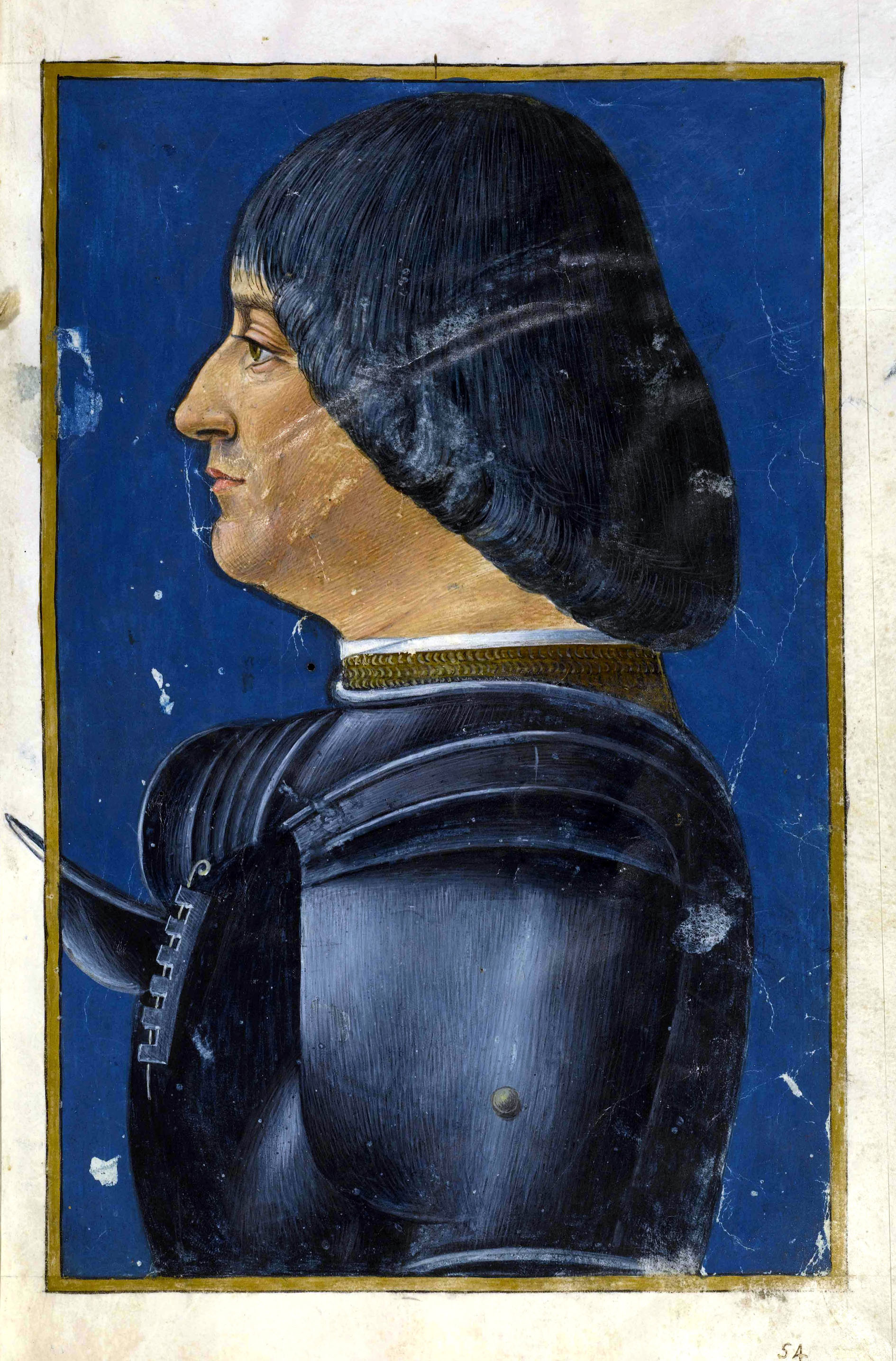
Ludovico Sforza
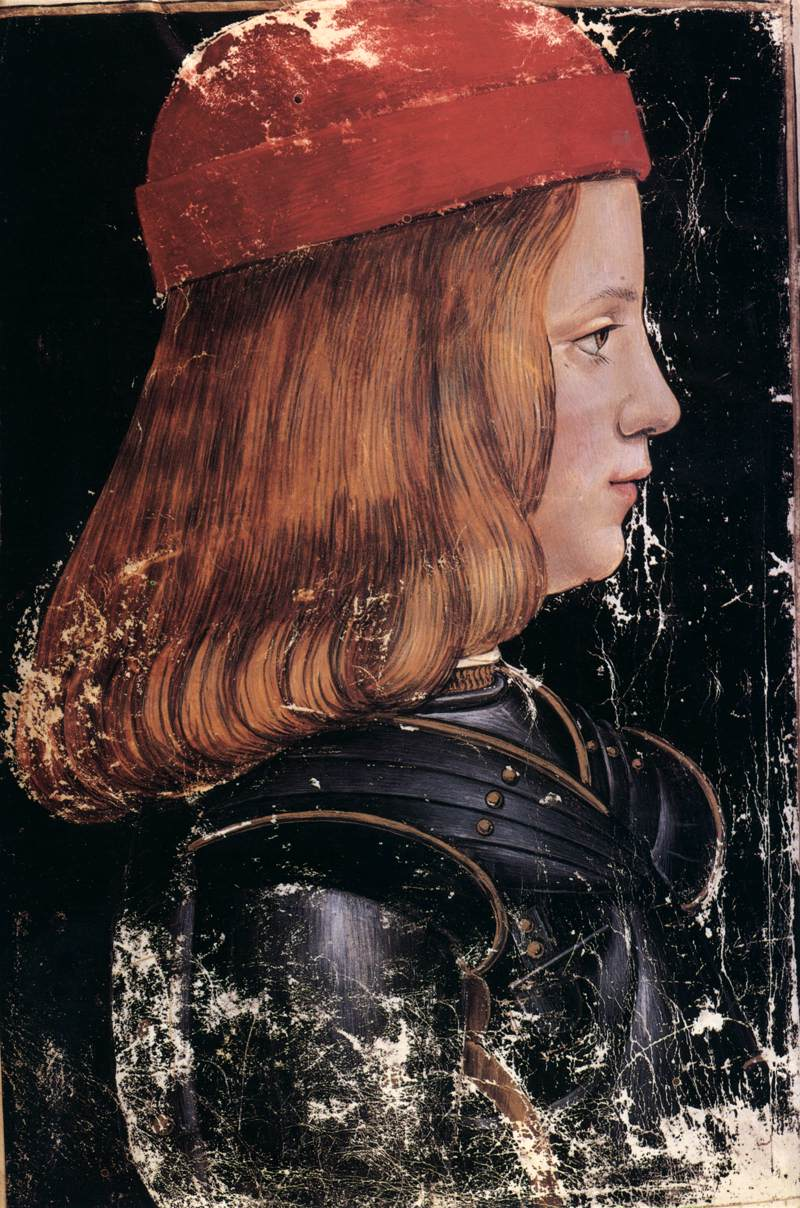
Massimiliano Sforza
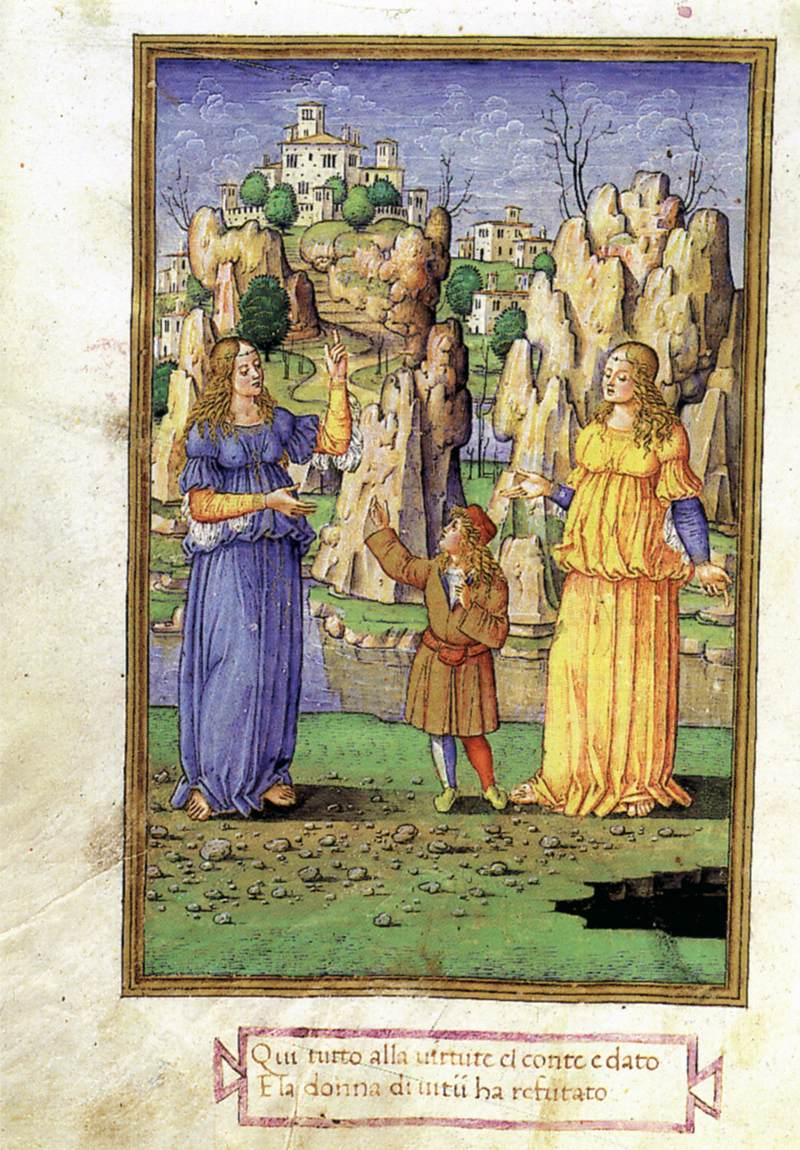
Massimiliano tra personificazioni del Vizio e della Virtù

## note
1. ↑   Caterina Gilli Pirina, DE PREDIS, Giovanni Ambrogio, su treccani.it.
2. ↑   Kaiser Maximilian I., su khm.at.